# Freaks (Album)
Freaks ist das dritte Album von Deine Cousine und erschien am 9. Mai 2025 und stieg auf dem sechsten Platz der deutschen Albumcharts ein.
Aufgenommen wurde das Album im Herbst 2024 in den Principal Studios in Senden. Produziert wurde es von Vincent Sorg.

## Titelliste
1. Allez, allez
2. Go fck yourself
3. Freaks
4. Sayonara
5. Disclaimer
6. Keine Liebe verdient
7. 1986 (Oh, là, là)
8. Familie sucht man sich aus
9. Kein Disneyland
10. 180 Grad
11. Zweite Chance
12. So jung und so dumm

## Rezensionen
star.fm schreibt: „Gemeinsam stehen sie für einen Sound, der sich zwischen rotzigen Punkriffs, hymnischen Refrains und elektronischen Spielereien bewegt. Genau das erwartet uns auch auf Freaks: ein Album, das alle Fenster aufreißt und den Staub aus der Bude bläst.“
Away from Life schreibt: „Klar kann man sagen, die Songs sind mir zu poppig oder zu seicht, das ist halt Geschmackssache. Was man aber sagen muss, das was Ina macht, macht sie verdammt gut und das mit Haltung und Hingabe.“
Artnoir aus der Schweiz resumieren: „Was mich besonders überzeugen konnte und Deine Cousine einzigartig macht, sind die starken Texte – direkt, ehrlich, klug formuliert und oft mit einer ordentlichen Portion Haltung.“

## Sonstiges
Am Erscheinungstag wurde das Album mit einem Konzert im Molotow (Musikclub) in Hamburg gefeiert. Am Folgetag fand eine Releaseparty im Club Volta in Köln statt.
Laut Aussage von Ina waren das wohl die beiden einzigen Konzerte, bei denen alle Titel des Albums live gespielt wurden.